# Dutch baby pancake
Il Dutch baby pancake, a volte chiamato German pancake, Bismarck o un Dutch puff, è un dolce da forno statunitense appartenente alla cucina dei Pennsylvania Dutch. L'alimento è una grande e spessa sfoglia dai bordi rialzati che rende l'alimento un ibrido fra un pancake, uno Yorkshire pudding e un popover. A differenza di quanto ci si potrebbe aspettare, l'alimento non ha origini olandesi ("dutch" significa infatti "olandese" in lingua inglese) ma tedesche.